# Манфреді Ріцца
Манфреді Ріцца (італ. Manfredi Rizza, нар. 26 квітня 1991) — італійський веслувальник на байдарках, срібний призер Олімпійських ігор 2020 року, чемпіон  Європи.

## Виступи на Олімпіадах
| Олімпіада           | Дисципліна                    | Місце |
| ------------------- | ----------------------------- | ----- |
| Ріо-де-Жанейро 2016 | байдарки-одиночки, 200 метрів | 6     |
| Токіо 2020          | байдарки-одиночки, 200 метрів | 2     |